# Pavel Mintjukov
Pavel Aleksejevitj Mintjukov, ryska: Павел Алексеевич Минтюков, född 25 november 2003, är en rysk professionell ishockeyback som spelar för Anaheim Ducks i National Hockey League (NHL).
Han har tidigare spelat för Saginaw Spirit och Ottawa 67's i Ontario Hockey League (OHL) och MHK Dynamo Moskva i Molodjozjnaja chokkejnaja liga (MHL).
Mintjukov draftades av Anaheim Ducks i första rundan i 2022 års draft som tionde spelare totalt.

## Statistik
| Källa: Utv = Utvisningsminuter Uppdaterad: 2023-10-15 | Källa: Utv = Utvisningsminuter Uppdaterad: 2023-10-15 | Källa: Utv = Utvisningsminuter Uppdaterad: 2023-10-15 |                                           | Grundserie                                | Grundserie                                | Grundserie                                | Grundserie                                | Grundserie                                |                                           | Slutspel                                  | Slutspel                                  | Slutspel                                  | Slutspel                                  | Slutspel |
| Säsong                                                | Lag                                                   | Liga                                                  | Matcher                                   | Mål                                       | Assists                                   | Poäng                                     | Utv                                       | Matcher                                   | Mål                                       | Assists                                   | Poäng                                     | Utv                                       |                                           |          |
| ----------------------------------------------------- | ----------------------------------------------------- | ----------------------------------------------------- | ----------------------------------------- | ----------------------------------------- | ----------------------------------------- | ----------------------------------------- | ----------------------------------------- | ----------------------------------------- | ----------------------------------------- | ----------------------------------------- | ----------------------------------------- | ----------------------------------------- | ----------------------------------------- | -------- |
| 2019–2020                                             | MHK Dynamo Moskva                                     | MHL                                                   | 33                                        | 1                                         | 2                                         | 3                                         | 0                                         | 3                                         | 0                                         | 0                                         | 0                                         | 0                                         |                                           |          |
| 2020–2021                                             | Saginaw Spirit                                        | OHL                                                   | Spelade ej på grund av covid-19-pandemin. | Spelade ej på grund av covid-19-pandemin. | Spelade ej på grund av covid-19-pandemin. | Spelade ej på grund av covid-19-pandemin. | Spelade ej på grund av covid-19-pandemin. | Spelade ej på grund av covid-19-pandemin. | Spelade ej på grund av covid-19-pandemin. | Spelade ej på grund av covid-19-pandemin. | Spelade ej på grund av covid-19-pandemin. | Spelade ej på grund av covid-19-pandemin. | Spelade ej på grund av covid-19-pandemin. |          |
| 2021–2022                                             | Saginaw Spirit                                        | OHL                                                   | 67                                        | 17                                        | 45                                        | 62                                        | 28                                        | —                                         | —                                         | —                                         | —                                         | —                                         |                                           |          |
| 2022–2023                                             | Saginaw Spirit                                        | OHL                                                   | 37                                        | 16                                        | 38                                        | 54                                        | 15                                        | —                                         | —                                         | —                                         | —                                         | —                                         |                                           |          |
|                                                       | Ottawa 67's                                           | OHL                                                   | 32                                        | 8                                         | 26                                        | 34                                        | 11                                        | 11                                        | 0                                         | 9                                         | 9                                         | 2                                         |                                           |          |
| 2023–2024                                             | Anaheim Ducks                                         | NHL                                                   | 1                                         | 0                                         | 0                                         | 0                                         | 0                                         | —                                         | —                                         | —                                         | —                                         | —                                         |                                           |          |
| NHL totalt                                            | NHL totalt                                            | NHL totalt                                            | 1                                         | 0                                         | 0                                         | 0                                         | 0                                         | —                                         | —                                         | —                                         | —                                         | —                                         |                                           |          |
| OHL totalt                                            | OHL totalt                                            | OHL totalt                                            | 136                                       | 41                                        | 109                                       | 150                                       | 54                                        | 11                                        | 0                                         | 9                                         | 9                                         | 2                                         |                                           |          |